# Grand Star
Grand Star (La Compagnie des Glaces în Franța) este un serial TV SF francezo-belgiano-canadian din 2006 vag bazat pe seria La Compagnie des glaces a lui Georges-Jean Arnaud. A fost filmat în Wallers-Arenberg, Franța și a fost transmis în premieră pe canalele canadiene TV Space și A-Channel. Personajul principal, Cal Ragg, a fost interpretat de Tyler Johnston.

## Rezumat
Serialul are loc într-un viitor apocaliptic la 100 de ani după o explozie nucleară catastrofală care a depopulat Pământul, Luna a explodat și a declanșat o nouă eră glaciară pe Pământ. Evenimentele gravitează în jurul interacțiunii dintre o mică comunitate de supraviețuitori ai Pământului și descendenții coloniștilor care au fugit de pe Lună înainte de dezastru și s-au întors acum pe planeta noastră.

## Distribuție
- Tyler Johnston – Cal Ragg
- Tammy Hui – Suki
- Kyle Labine – Kurt Masters
- James Gerard – Lieutenant Damien
- David Daouda – Special Pointman
- Joe Sheridan – CEO Palidor
- Peter Hudson – Liam Ragg
- Susan Gilmore – Tara Masters
- Sophie Ann Rooney – Margot
- John Flanders – Governor Cleary
- Marie Blanchet – Nara
- Jean-Pierre Stewart – Dr. Hamsun
- Jérémie Petrus – Jonah

## Episoade
Lista episoadelor:
1. L'immense lumière
2. L'origine de Cal
3. Un nouveau commandant
4. NARA
5. Les cobayes
6. Un canon pour le soleil
7. Un début de rébellion
8. Détenu dans le froid
9. Le prisonnier de Palidor
10. L'exode
11. La nouvelle station
12. La tempête de la vérité
13. A la recherche des rénovateurs
14. Coupure de courant
15. Le fugitif
16. Marcus
17. L'évasion
18. Jonah
19. Les masques blancs
20. Le jugement de Zel
21. Lavage de cerveau
22. Une nouvelle recrue
23. Les vestiges du passé
24. Les rénovateurs
25. La destinée de Cal
26. La lumière chaude

## Adaptări
Un joc de strategie multiplayer bazat pe universul serialului TV a fost lansat în 2007. În joc, jucătorii concurează folosind trenurile pentru a aduna bani pentru controlul sursei de energie.